# Lilith (Film)
Lilith ist ein US-amerikanisches Filmdrama aus dem Jahr 1964. Jean Seberg spielte an der Seite von Warren Beatty und Peter Fonda die Titelrolle unter der Regie von Robert Rossen in dessen letzter Kinoinszenierung nach dem gleichnamigen Roman von J. R. Salamanca.

## Handlung
Der junge Ex-Soldat Vincent Bruce bewirbt sich als Nachwuchstherapeut in der Nervenheilanstalt Chestnut Lodge in Rockville, Maryland, seinem Heimatort. In Erzählungen erfährt der Zuschauer, dass seine Mutter an einer Geisteskrankheit litt und Selbstmord beging.
Vincent ist fasziniert von der Patientin Lilith, einer jungen, an Schizophrenie leidenden Frau, und verfällt ihrem hochemotionalen, aber auch manipulativen Wesen. Stephen Evshevsky, ein junger Patient, mit dessen Gefühlen sie bewusst spielt, ist in sie verliebt, ebenso die ältere Patientin Yvonne Meaghan.
Nach einem Ausflug beginnen Vincent und Lilith eine Affäre und treffen sich regelmäßig. Er entwickelt eine besitzergreifende Eifersucht, beobachtet die Ausflüge von Lilith und Yvonne, die die Frauen für ihre Liebesabenteuer nutzen. Als Stephen Lilith ein selbstgefertigtes Holzkästchen für ihre Malutensilien schenkt, entwendet Vincent es und gibt es Stephen zurück, den Eindruck erweckend, sie hätte das Geschenk zurückgewiesen. Stephen begeht daraufhin Selbstmord.
Als Lilith von Stephens Selbstmord erfährt, versucht Vincent ihr einzureden, dass sie wollte, dass er Stephen in den Selbstmord treibt, doch sie weist ihn zurück. Sie ergeht sich in Erinnerungen an ihren leiblichen Bruder, der Selbstmord beging, nachdem Lilith versucht hatte, ihn zu verführen. Später zerstört Lilith ihre Zimmereinrichtung und verfällt in einen katatonischen Zustand. Vincent, seelisch zerrüttet, wendet sich an die Anstaltsärzte und bittet sie, ihm zu helfen.

## Produktionsnotizen
Lilith wurde im Herbst 1963 in den US-Bundesstaaten Maryland und Virginia sowie in Locust Valley auf Long Island gedreht. Uraufführung war am 27. September 1964. In Österreich lief der Film am 28. Mai 1965 an, in Deutschland erst am 19. Dezember desselben Jahres.
Die Filmbauten entwarf Richard Sylbert, die Ausstattung besorgte Gene Callahan. Die Kostüme stammten von Ruth Morley.
Gelobt wurden vor allem die Leistungen von Jean Seberg, Peter Fonda und Gene Hackman. Seberg erhielt für ihre darstellerische Leistung 1965 eine Golden-Globe-Nominierung. „In Robert Rossens subtiler, behutsam inszenierten Geschichte über die Liebe eines jungen Anstaltsarztes zu einer psychotischen Patientin gab Fonda ein einfühlsames Porträt des sensiblen und labilen Patienten Stephen Evshevsky, der infolge unerwiderter Gefühle Selbstmord begeht.“ Gene Hackman spielte in diesem Film seine erste größere Filmrolle.

## Kritiken
„Sein letztes Werk Lilith floppte, sowohl an der Kasse als auch bei der Kritik. Dennoch war Lilith ein überaus behutsam aufgebautes und erzähltes und von einem talentierten Jungdarsteller-Ensemble (angeführt von Jean Seberg, Warren Beatty und Peter Fonda) getragenes Drama, eine präzise beobachtende Studie über hochneurotische Patienten in einer Nervenheilanstalt – eine beachtliche Arbeit, die viel von Rossens Einfühlungsvermögen als Regisseur und seiner inneren Seelenlage verriet.“

„Ein bemerkenswerter Versuch ein wenig tiefer in einem nahezu unbeackerten Feld zu graben und ein wenig Licht auf die Beziehung zwischen Wahnsinn und kreativer Einbildung zu werfen.“

Paimann’s Filmlisten resümierte: „Trotz Anleihen bei verschiedenen psychiatrischen Schulen gibt dieses breit ausladende und dramatisch spröde Thema mit viel Milieukenntnis und Seelenmalerei Gelegenheit zur schauspielerischer Ausdeutung der Titelrolle durch Jean Seberg.“

„Ein durchbohrender wenngleich nicht vollständig befriedigender Blick auf die Facetten von Verrücktheit – und Liebe.“

„Seltsames, schwermütiges, poetisches und ziemlich ermüdendes Charaktermelodram.“

„Obwohl eindringlich gestaltet, überzeugt der Film weder in seinen psychologischen noch sozialkritischen Anliegen und verliert sich in den symbolistischen und psychologisierenden Fallstricken seines Drehbuchs.“